# Verrucaria andesiatica
Verrucaria andesiatica är en lavart som beskrevs av Servít. Verrucaria andesiatica ingår i släktet Verrucaria och familjen Verrucariaceae.   Inga underarter finns listade i Catalogue of Life.